# Torvaj
Torvaj là một thị trấn thuộc hạt Somogy, Hungary. Thị trấn này có diện tích 11,42 km², dân số năm 2010 là 264 người, mật độ 23 người/km².